# Bell 505 Jet Ranger X
Bell 505 Jet Ranger X (JRX) là một trực thăng hạng nhẹ Hoa Kỳ/Canada phát triển bởi Bell Helicopter và sản xuất bởi Bell Textron Canada. Bell 505 được ra mắt tại 2013 Paris Airshow vào tháng 6 năm 2013 với vai trò Bell SLS (Short Light Single). Tên định danh Bell 505 được chính thức công bố vào tháng 2 năm 2014. Chuyến bay đầu tiên diễn ra vào ngày 11 tháng 11 năm 2014. Trực thăng được chứng nhận kiểu dáng bởi Transport Canada vào tháng 12 năm 2016.

## Thiết kế và phát triển

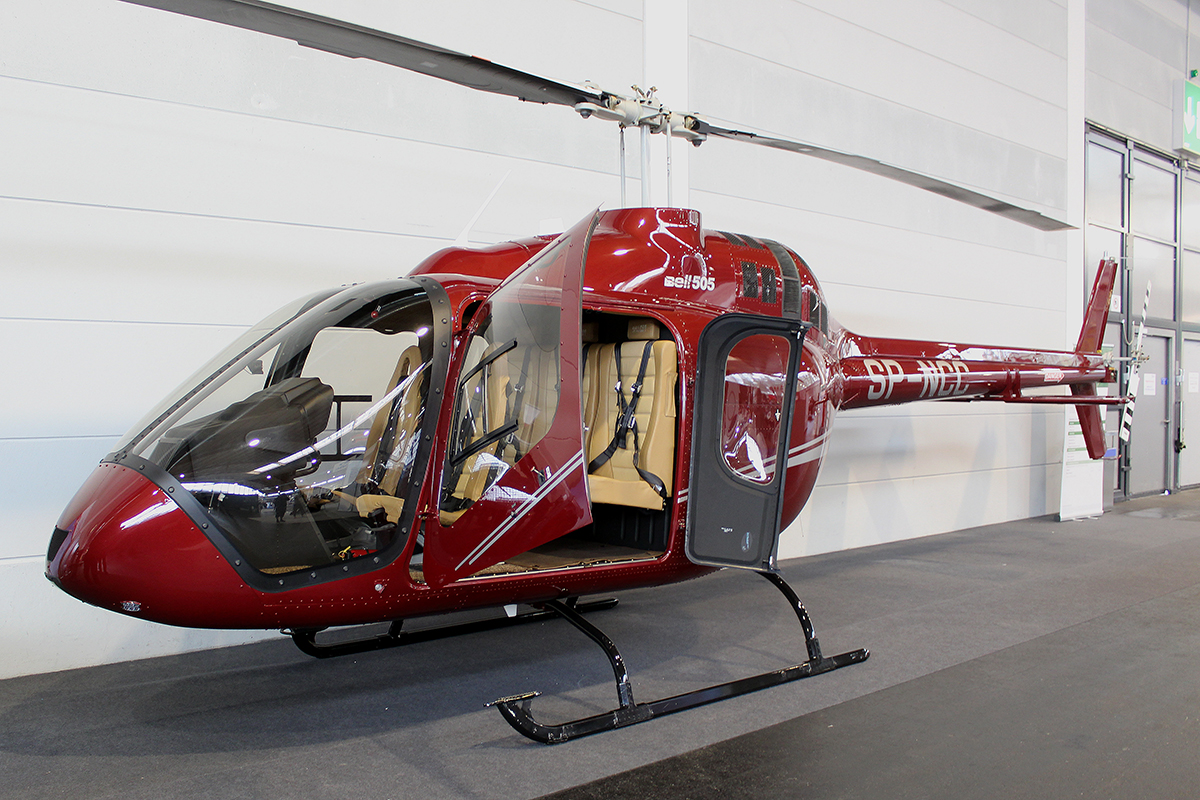
Cabin với cửa mở

Ngày 17 tháng 6 năm 2013, nó được công bố tại Triển lãm hàng không Paris trong vai trò Bell SLS (trực thăng hạng nhẹ một ghế ngồi). Tên định danh model sau đó được công bố tại HAI Heli-Expo 2014 ở Anaheim, California 25 tháng 2 năm 2014.
Bell 505 là một thiết kế "clean sheet", nhưng sử dụng một số thành phần dynamic, như hệ thống rotor, của Bell 206L-4. Khung máy bay được làm từ kim loại và composite, và có diện tích sàn là 22-square-foot (2.04 m²) và thể tích khoang hành lý 18-cubic-foot (0.51 m³). Đông cơ máy bay là Safron Arrius 2R với cơ chế dual-channel FADEC và thời gian đại tu là 3,000 giờ. Buồng lái của 505 được trang bị kính khí động học Garmin G1000. Các tùy chỉnh khác bao gồm móc gắn hàng hóa.
Quy trình sản xuất hoàn thiện được bắt đầu từ năm 2016 trong một xưởng phi cơ rộng 82,300-square-foot (7,646 m²),trị giá 26.3 triệu đô tại Phi trường Lafayette Regional ở Louisiana, tuy nhiên phụ tùng được chế tạo từ khắp mọi nơi trên thế giới. Bang Louisiana hỗ trợ $8 triệu đô la nhằm tạo ra 250 việc làm mới, và công trình bắt đầu khởi công từ tháng 8 năm 2014 và sau đó sẽ được cho hãng Bell thuê lại. Nhà máy khai trương vào tháng 8 năm 2015. Ngày 19 tháng 5 năm 2016, CEO Bell Helicopter Mitch Snyder thông báo sự thay đổi trong dây chuyền sản xuất của công ty bao gồm việc di dời dây chuyền Bell 505 tới trung tâm lắp ráp và phân phối của Bell Helicopter ở Mirabel, Quebec, Canada. Trung tâm lắp ráp Lafayette, vốn trước đó được đặc biệt thiết kế cho việc sản xuất và bàn giao 505, sẽ được chuyển sang làm lắp ráp Bell 525 và chuyên về UAV Northrop Grumman MQ-8C Fire Scout.
Việc lắp ráp ban đầu, bay thử và cấp chứng nhận bắt đầu ở Canada trong khi nhà máy được xây dựng ở Hoa Kỳ US. Chuyến bay đầu tiên dài 60 knot diễn ra vào ngày 11 tháng 11 năm 2014, và chuyến bay thứ 2 vào tháng 2 năm 2015. Bell thông báo họ đã có 240 Letters of intent (LOI) (50 từ châu Âu) cho chiếc 505 vào tháng 10 năm 2014, vào tháng 11 công ty du lịch Trung Quốc Reignwood tăng số LOI từ 10 lên 60 cho phi cơ này. Vào tháng 8 năm 2015, Bell đã có 350 đơn đặt hàng.
Transport Canada cấp chứng nhận vào ngày 21 tháng 12 năm 2016.
Phi cơ đầu tiên được bàn giao cho khách hàng vào ngày 7 tháng 3 năm 2017 cho một khách hàng tư nhân ở Arizona, Hoa Kỳ.
Bell 505 được chứng nhận bởi Federal Aviation Administration vào tháng 6 năm 2017 và chứng nhận độ cao (22,500 feet density altitude) vào tháng 6 năm 2019. Bell bàn giao chiếc 505 Jet Ranger X thứ 100 vào tháng 6 năm 2018, và chiếc thứ 200 vào tháng 8 năm 2019.

## Các nhà khai thác
Indonesia
- Hải quân Indonesia: nhận được hai chiếc Bell 505 vào tháng 12 năm 2021.[29]

 Jamaica
- Lực lượng Phòng vệ Jamaica: đặt hàng sáu chiếc Bell 505 vào tháng 2 năm 2021 để hỗ trợ các hoạt động an toàn công cộng và huấn luyện.[30][31]

 Nhật Bản
- Lực lượng Bảo vệ bờ biển Nhật Bản: nhận được bốn chiếc Bell 505 vào tháng 4 năm 2018.[32]

 Montenegro
- Không quân Montenegro: nhận được chiếc đầu tiên trong số hai chiếc Bell 505 vào tháng 9 năm 2020[33] và chiếc thứ hai vào tháng 3 năm 2021.[34]

 Hoa Kỳ
- Văn phòng Cảnh sát trưởng quận Alameda[35]
- Sở Cảnh sát Fort Worth[36]
- Sở Cảnh sát Sacramento[37]
- Sở Cảnh sát Stockton[38]
- Ủy ban bảo tồn động vật hoang dã và cá Florida[39]

 Việt Nam
- Tổng công ty Trực thăng Việt Nam: nhận được hai chiếc Bell 505 vào ngày 13 tháng 5 năm 2019.[40] 1 chiếc gặp nạn ngày 6 tháng 4 năm 2023 trên Vịnh Hạ Long

## Các thông số kỹ thuật
Dữ liệu lấy từ Jet Ranger X
Đặc tính tổng quát
- Kíp lái: one pilot[11]
- Sức chứa: four passengers[11]
- Chiều dài: 42 ft 5 in (12,93 m)
- Chiều cao: 10 ft 8 in (3,25 m)
- Trọng lượng rỗng: 2.180 lb (989 kg)
- Trọng lượng cất cánh tối đa: 3.680 lb (1.669 kg) (Internal load), 4.475 lb (2.030 kg) (external load)
- Useful load: 1.500 lb (680 kg)
- Động cơ: 1 × Safron Arrius 2R turboshaft, 505 shp (377 kW)
- Đường kính rô-to chính:    37 ft 0 in (11,28 m)
- Diện tích rô-to chính: 1.075 foot vuông (99,9 m2)

Hiệu suất bay
- Vận tốc cực đại: 144 mph; 232 km/h (125 kn) (max cruise)
- Tầm bay: 383 mi; 617 km (333 nmi) at 4.000 ft (1.200 m)
- Trần bay: 18.610 ft (5.672 m) at 3.680 lb (1.670 kg)